# Балкански Египћани
Балкански Египћани, или само Египћани (мкд. Египќани, алб. Egjiptian), или Ђупци (мкд. Ѓупци), су народ, који живи у Србији (претежно на Косову и Метохији), као и у Северној Македонији, Албанији и Црној Гори. Већином су исламске вероисповести, а говоре албанским језиком, који чини посебан огранак индоевропске породице језика. Према попису из 2002. у Србији, без Косова и Метохије, живи 814 Египћана, а на попису 2011. број Египћана је био 1.834. Према попису из 2011. који су организовале институције самопроглашене Републике Косово, на простору Косова и Метохије живи 11.524 Египћана.

## Порекло
Египћани су раније сматрани делом ромског народа, али их данас држава Србија признаје као посебан народ (први пут су исказани као засебна националност на попису из 1991). Сматра се да су потомци албанизованих косовско-метохијских Рома, а по тврдњи да су њихови преци на Балкан дошли из Египта добили су данашње име Египћани, иако немају документованих веза са становништвом Египта.
Представници косовских Рома су 20. октобра 1990. у Приштини основали удружење Египћана. Роми на Косову, њих „200.000” како се процењивало, били су незадовољни статусом јер су их косовски Албанци уписивали у своје редове на пописима становништва, па су желели да се на следећем попису изјасне као Египћани.